# Осельки (посёлок)
Осельки́ — посёлок Лесколовского сельского поселения Всеволожского района Ленинградской области.

## Название
Название финское, происходит от слова uusiselkä, что означает новая гряда. Известно, что по Карельскому перешейку прошёл ледник, который оставил после себя гряды, озы, камы, сохранившиеся до сих пор.

## История
Своим существованием посёлок, расположившийся между Верхними и Нижними Осельками, обязан артиллерийской (позже ракетной) части № 55504. В 1936 году здесь на месте деревянных домов начали строить военный городок. Для служащих возвели четыре однотипных жилых дома, а потом ещё несколько хрущёвок. В самой части находились передвижные ракетные установки. От станции Пери к военной части вела железнодорожная линия. В 1950-х годах от неё оставалась лишь насыпь; она частично сохранилась и до наших дней, а местами стала улицей посёлка и садоводств.

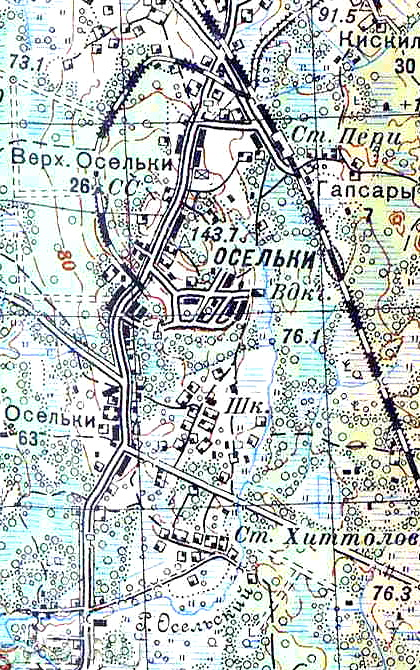
Деревни и посёлок Осельки на карте 1939 года.

Вскоре из-за небольших размеров часть расформировали и на её основе создали новую — сапёрную. Она также недолго просуществовала. А 13 декабря 2007 года 53 объекта военной части, в том числе казармы, хранилища для техники, помещение для служебных собак, столовые и даже контрольно-пропускной пункт, были переданы в долгосрочную аренду (49 лет) ООО «РусТоргСтрой» и двум физическим лицам за 133 млн рублей.
С 1938 года в посёлке работает школа. До 1953 года она называлась Перинской начальной школой (по станции Пери), а потом была переименована в Осельковскую по названию населённого пункта, и стала семилетней. В 1960 году Осельковская школа стала восьмилетней. В настоящее время — Осельковская основная общеобразовательная школа.
В конце 1980-х годов на границе посёлка Осельки и деревни Нижние Осельки построили часовню святого Николая Чудотворца.
По данным 1990 года посёлок Осельки входил в состав Лесколовского сельсовета.
В 1997 году в посёлке проживали 2196 человек, в 2002 году — 1717 человек (русских — 81 %), а в 2007 году — 1762, в 2010 году — 1716.

## География
Посёлок расположен в северной части района на автодороге 41К-012 (Скотное — Приозерск), между деревнями Верхние Осельки и Нижние Осельки.
Расстояние до административного центра поселения — 6,5 км.

## Демография
| 1997 | 2002  | 2007  | 2010  | 2013  | 2017  |
| ---- | ----- | ----- | ----- | ----- | ----- |
| 2196 | ↘1717 | ↗1762 | ↘1716 | ↗1740 | ↘1701 |

### Национальный состав
Согласно данным Всероссийской переписи населения 2021 года в посёлке проживал 1421 человек, из них:
 русские — 1227, украинцы — 13, мордва — 12, армяне — 10, евреи — 9, белорусы — 8, татары — 6, удмурты — 4, финны — 3, казахи — 2, якуты — 1, другие национальности — 17 человек, остальные национальность не указали.

## Улицы
Кавголовская, Ленинградская, Пограничная.